# Wilhelm Hartenstein
Wilhelm Hartenstein (* 1. Oktober 1888 in Schleiz; † 27. Januar 1944 in Badenweiler) war ein deutscher Offizier und Führer der Waffen-SS. Er war einer der ersten deutschen Polizeitheoretiker, dessen Erkenntnisse zum Polizeikampf bei der deutschen Bereitschaftspolizei zum Teil bis in die 1970er Jahre verwandt wurden. Seine Konzepte zur Abwehr kommunistischer Aufstände durch eine Partisanen- oder (Stadt)Guerillataktik können als Teil einer Strategie bezeichnet werden, die heute als Asymmetrische Kriegführung bezeichnet wird.

## Leben
Seine Eltern waren der Gymnasialprofessor und Landtagsabgeordneter Edwin Hartenstein und dessen Gattin Marie, geb. Reichhold.
Nach dem Besuch des Humanistischen Gymnasiums in Schleiz legte Hartenstein im März 1909 das Abitur ab und trat am 10. März 1909 als Fahnenjunker in das 7. Thüringische Infanterie-Regiment Nr. 96 in Gera-Rudolstadt ein. Nach einem Besuch der Kriegsschule Potsdam erfolgte 1910 die Beförderung zum Leutnant.
Im Ersten Weltkrieg wurde Hartenstein zweimal verwundet und wurde in verschiedenen Stabstätigkeiten verwendet. Am 3. November 1915 heiratete er die gleichaltrige Traude de Georgi aus Essen.
Von Ende Januar bis Ende August 1916 war er, inzwischen zum Oberleutnant befördert, Kommandeur der Infanterie- und Kavalleriestabswachen beim Generalkommando des XI. Armeekorps. Dies war seine erste Tätigkeit, die ihn mit Polizeidienst in Kontakt brachte, denn die Stabswachen, aus normalen Einheiten heraus zusammengesetzt, übten eine militärpolizeiliche Tätigkeit aus. Eine Militärpolizei im Sinne z. B. der Feldjäger der Bundeswehr oder der Feldgendarmerie der Wehrmacht existierte weder in der preußischen noch bayerischen Armee. Militärpolizeiliche Tätigkeiten wie z. B. die Sicherung von Stäben und Etappeneinrichtungen, Kriegsgefangenentransporten oder die Bekämpfung von Kriminalität im rückwärtigen Bereich der Front oblagen in der Regel der leichten Kavallerie; in Preußen den Husaren und Dragonern, in Bayern den Chevaulegers.
Hartenstein verblieb nach dem Waffenstillstand am 11. November 1918 in der Preußischen Armee und war weiterhin im Stabsdienst tätig. Anfang September 1919 wurde er zum Chef des Stabes der Sicherheitswehr Groß-Hamburg versetzt, der Keimzelle der Sicherheitspolizei (Sipo) Hamburg, die bereits im Laufe des Jahres 1920 aufgrund französischer Intervention in Ordnungspolizei (Orpo) umbenannt werden musste. Am 16. März 1920 wurde er zum Major der Sipo befördert, nachdem er am 30. Januar aus dem aktiven Militärdienst ausgeschieden und in die Sipo Hamburg eingetreten war.
Bis 1934 war Hartenstein bei der nunmehrigen Orpo in verschiedenen Funktionen tätig, zuletzt als ihr Kommandeur. 1924 wurde er zum Oberstleutnant, 1933 zum Oberst befördert.
Im Oktober 1923 war Hartenstein der Führer der Polizeieinheiten, die den Hamburger Aufstand der KPD in Barmbek unter Leitung von Hans Kippenberger niederschlugen. In diesem Aufstand hatte die KPD zum ersten Mal dezidiert eine Partisanen- bzw. (Stadt)Guerillataktik angewandt. Vermutlich aufgrund dieser Erfahrungen verfasste Hartenstein 1926 ein Standardwerk zum Polizeikampf, Der Kampfeinsatz der Schutzpolizei bei inneren Unruhen, das von den übrigen Schutz- bzw. Ordnungspolizeien der Bundesstaaten im Reich als Lehrbuch verwandt wurde. Hartenstein verfasste auch mehrere grundlegende Artikel mit polizeiwissenschaftlichem Charakter und arbeitete deutlich heraus, dass militärische und polizeiliche Kampfformen trotz oberflächlicher Ähnlichkeiten grundverschieden waren. Ziel des Polizeikampfs war immer die Festnahme eines Staatsbürgers und nicht die Vernichtung eines militärischen Gegners. Im Gegensatz zu anderen Polizeitheoretikern wie Wilhelm Neese vertrat Hartenstein eine offensive Taktik und lehnte de-eskalierende Konzepte ab. Er forderte als Lehrer am Polizeiseminar Hamburg von den Offizieren eine eingehende Beschäftigung mit kriegsgeschichtlicher Literatur, vor allem zum Ersten Weltkrieg, um die taktische Schulung zu verbessern. Konzepte aus den Kolonialkriegen während des Kaiserreichs wurden nicht verarbeitet, auch nicht von Polizeien anderer Staaten.
Zum 1. Mai 1933 trat Hartenstein in die NSDAP ein (Mitgliedsnummer 1.864.296). Er verblieb noch kurzfristig in der nunmehrigen Landespolizei (Lapo) Hamburg, um dann zum 1. Oktober 1934 als hauptamtlicher Führer in die Allgemeine SS zu wechseln. In die SS war er am 18. Juni 1934 eingetreten (SS-Nummer 269.028). 1937/38 war er als Standartenführer Taktiklehrer an der SS-Führerschule Braunschweig und dann an der SS-Junkerschule Bad Tölz.
Am 1. April 1941 wurde er Reserveführer der Waffen-SS, später Ober-Quartiermeister im Kommandostab des Reichssicherheitshauptamts. Zum 1. Januar 1942 wurde er in die aktive Waffen-SS als SS-Brigadeführer und Generalmajor der Waffen-SS übernommen. Er kommandierte die 1. SS-Infanterie-Brigade (mot.), wurde aber bereits im Juli des Jahres offenbar wegen einer psychischen Erkrankung abberufen und war bis Juli 1943 Leiter der Kriegsgeschichtlichen Forschungsabteilung der Waffen-SS in Oranienburg. Offenbar wieder aus gesundheitlichen Gründen wurde er zum SS-Führungshauptamt versetzt. Ende 1943 befand er sich in Kur im Schwarzwald. Er verstarb am 27. Januar 1944 in einem Reservelazarett in Badenweiler. Die Todesursache ist nicht bekannt. Inwieweit Hartenstein während seiner Zeit als Ober-Quartiermeister von Kriegsverbrechen und der Ermordung von Juden in den besetzten Gebieten Kenntnis erhalten hat oder indirekt daran beteiligt war, ist unklar.

## Werke
- Der Kampfeinsatz der Schutzpolizei bei inneren Unruhen: mit 5 Planspielen und 42 praktischen Übungen sowie einer Schilderung der Hamburger Oktoberunruhen von 1923. Berlin 1926.
- Polizeiliche Kampfarten und Kampfformen. In: Deutsches Polizei-Archiv. 10. Jg. 1931, H. 21, S. 318f.
- Einführung in Wesen und Grundzüge der Schutzpolizei-Verwendung. Berlin 1932/33.
- Die Führung und ihre Mittel beim Kampfeinsatz der Schutzpolizei. Berlin 1933.